# جمال جوزيف
جمال جوزيف (بالإنجليزية: Jamal Joseph)‏ هو منتج أفلام وكاتب سيناريو ومخرج أمريكي، ولد في 1953 في الولايات المتحدة.

## وصلات خارجية
- جمال جوزيف على موقع IMDb (الإنجليزية)
- جمال جوزيف على موقع ألو سيني (الفرنسية)
- جمال جوزيف على موقع ميوزك برينز (الإنجليزية)
- جمال جوزيف على موقع أول موفي (الإنجليزية)
- جمال جوزيف على موقع قاعدة بيانات الأفلام السويدية (السويدية)
- جمال جوزيف على موقع ديسكوغز (الإنجليزية)
- جمال جوزيف على موقع قاعدة بيانات الفيلم (الإنجليزية)
- جمال جوزيف على موقع كينوبويسك (الروسية)